# Phazaca theclata
Phazaca theclata is een vlinder uit de familie van de uraniavlinders (Uraniidae). De wetenschappelijke naam van deze soort is voor het eerst voorgesteld als Erosia theclata door Achille Guenée in een publicatie uit 1857.

## Verspreiding
De soort komt voor in Gambia, Guinee, Sierra Leone, Ivoorkust, Kameroen, Gabon, Congo-Kinshasa, Tanzania, Zambia, Zuid-Afrika, de Comoren, de Seychellen, Madagaskar, Mauritius, Réunion, Saudi-Arabië, Jemen, Pakistan, India, Sri Lanka, Nepal, Bhutan, Myanmar en Japan.

## Waardplanten
De rups leeft op:
- Fabaceae
  - Paraserianthes falcataria
- Rubiaceae
  - Burttdavya nyasica
  - Coddia rudis
- Verbenaceae
  - Duranta erecta
  - Stachytarpheta urticifolia